# Ayako Miura
 (septembre 2016).
Pour les articles homonymes, voir Miura (homonymie).
Ayako Miura (三浦綾子, Miura Ayako), (1922-1999, est une romancière japonaise auteure de plus de quatre-vingts ouvrages de fiction et de non-fiction. Plusieurs de ses œuvres sont considérées comme meilleures ventes et un certain nombre ont été adaptées au cinéma.
Publié en 1964, Hyōten (氷点, « Point de congélation »), remporte le prix annuel du Asahi Shimbun doté d'un montant de dix millions de yen la même année.

## Biographie
Ayako Miura (née Hotta Ayako) naît à Asahikawa dans Hokkaidō, la plus septentrionale des îles principales du Japon. Elle demeure là toute sa vie, même après être devenu un écrivain à succès, en dépit des pressions pour s'installer à Tokyo, le centre du monde de l'édition au Japon. Asahikawa et Hokkaidō sont fréquemment les décors de ses romans et cela fait partie de ce qui caractérise son écriture. L'influence de la Bible est aussi un élément majeur dans ses œuvres. Les critiques japonais ont comparé son écriture à celle de Natsume Sōseki et Dazai Osamu, auteurs dont les œuvres lui font une profonde impression dans sa jeunesse (Miura 1982). Sa famille est grande et pas très aisée financièrement, mais elle est toujours bien habillée et nourrie. Enfant, Ayako Miura est une lectrice avide, empruntant les classiques japonais et des classiques occidentaux traduits partout où elle peut les trouver. Elle devient enseignante d'école primaire à dix-sept ans. Au cours de Seconde Guerre mondiale, elle exécute fidèlement les politiques éducatives du gouvernement en temps de guerre.
Ayako quitte l'enseignement après la défaite du Japon dans la Seconde Guerre mondiale, quand elle se convainc que sa propre confusion en ce qui concerne le Bien, le Mal, la vérité et la tromperie la disqualifie pour enseigner aux enfants de quelconques valeurs. Peu de temps après, elle contracte la tuberculose, puis la carie de la colonne vertébrale (spondylodiscite), qui la confine au lit pendant treize ans, dont sept immobilisée dans un corset qui restreint tout mouvement. Elle devient  nihiliste convaincue jusqu'à sa conversion à la foi chrétienne (protestante). Elle est baptisée en 1952 et, peu après, épouse Miura Mitsuyo. Ce mariage a une profonde influence sur son succès en tant que romancière et essayiste. Sa vie avant le début de sa carrière d'écrivaine est décrite dans le premier volume de son autobiographie Michi Ariki (1970), publiée en traduction anglaise sous le titre de The Wind is Howling (InterVarsity Press, 1977). 
Les thèmes qu'elle explore dans ses romans sont principalement les thèmes bibliques : la dépravation humaine et l'égoïsme d'une part, et le sacrifice et le pardon du péché de l'autre. Elle est souvent comparée et opposée au romancier catholique japonais Shūsaku Endō, qui vit à la même époque.

## Traduction en français
- 1968 : Au col du mont Shiokari (塩狩峠), roman traduit par Marie-Renée Noir, Editions Philippe Picquier, 2007.

## Traductions en anglais
- Hyōten (Asahi Shinbunsha, 1965, Freezing Point (Dawn Press 1986).
- Shiokari Tōge (Shinchôsha, 1968), Shiokari Pass (OMF Press,1974).
- Michi Ariki (Shufunotomosha, 1969), The Wind is Howling (Intervarsity Press, 1977)
- Hosokawa Garasha Fujin (Shufunotomosha, 1975), Lady Gracia (IBC Publishing, 2004).
- Kairei (Asahi Shinbunsha, 1981), Hidden Ranges (Dawn Press, 1993).
- Yuki no Arubamu (Shôgakkan, 1986), A Heart of Winter (OMF Press, 1991).